# Austrocactus coxii
Austrocactus coxii là một loài thực vật có hoa trong họ Cactaceae. Loài này được (K.Schum.) Backeb. mô tả khoa học đầu tiên năm 1959.